# Aliyah Shipman
Pour les articles homonymes, voir Shipman (homonymie).
Aliyah Shipman, née le 14 janvier 2003 à Plantation (Floride), est une taekwondoïste américano-haïtienne.

## Carrière
Sous les couleurs américaines, Aliyah Shipman est médaillée de bronze aux Championnats panaméricains cadets de 2017 à San José, dans la catégorie des moins de 55 kg. 
Elle décide ensuite de concourir sous les couleurs haïtiennes, avec pour objectif une qualification olympique. En 2020 dans la catégorie des moins de 67 kg, elle est médaillée de bronze à l'Open de Turquie puis remporte la finale du tournoi de qualification panaméricain à Heredia en mars 2020, se qualifiant ainsi pour les Jeux olympiques de Tokyo,.  Elle est finalement remplacée par Lauren Lee, en raison selon elle de l'opposition du Comité olympique des États-Unis.